# Mujir ad-Din Abaq
Mujīr ad-Dīn ʿAbd al-Dawla Abu Saʿīd Ābaq ibn Jamāl ad-Dīn Muhammad, ou plus simplement Mujīr ad-Dīn Ābaq, est le dernier atabeg bouride de Damas, de 1140 à 1154. Il est le fils aîné de Jemal ad-Din Muhammad ibn Buri, atabeg de Damas.

## Biographie
Il devient atabeg à la mort de son père, survenue le 29 mars 1140. Il est encore enfant et Zengi, atabeg d’Alep et de Mossoul, en profite pour tenter d’envahir et de le conquérir l’émirat de Damas, mais le ministre Mu'in ad-Din Unur prend la régence en main, résiste au blocus de Zengi et appelle Foulque d’Anjou, roi de Jérusalem, ce qui oblige Zengi à mettre immédiatement fin aux opérations.
Pour consolider sa position, Mu’in ad-Din Unur marie sa fille à Mujir ad-Din Abaq et renforce son alliance avec les Francs contre Zengi, puis son fils Nur ad-Din, qui succède à son père en 1146. Cette alliance est mise à mal par l’arrivée de la seconde croisade qui assiège Damas, mais après leur départ, Unur renoue avec Jérusalem pour ne pas être annexé par Nur ad-Din.
Mu’in ad-Din Unur meurt le 28 août 1149 et Mujir ad-Din Abaq poursuit sa politique d’alliance avec Baudouin III, le fils de Foulque et le nouveau roi de Jérusalem, contre Nur ad-Din. Au mois d’avril 1150, Nur ad-Din assiège Damas, mais la menace de faire appel au roi de Jérusalem suffit à lui faire lever le siège.
Nur ad-Din fait une nouvelle tentative et met le siège devant Damas le 2 mai 1152. Baudouin III et les barons francs marchent alors sur Damas, obligeant Nur ad-Din à battre retraite. Les Francs arrivent à Damas où ils sont accueillis en sauveurs. En retour Abaq réussit à bloquer en avril 1153 l’armée que Nur ad-Din envoie au secours de la ville d’Ascalon assiégée par les Francs.
Ne pouvant espérer s’emparer de Damas par la force, Nur ad-Din change de tactique. Il envoie des agents, dont Ayyoub et Shirkuh, dans la ville afin de susciter le mécontentement des Damascènes contre le protectorat francs et de renforcer leurs sympathies islamiques. Ils détachent également des conseillers et officiers de leur loyauté à Abaq. Certains restent irréductiblement fidèles à Abaq, comme le lieutenant Atâ ibn Haffad al-Salamî, que Nur ad-Din dénonce à Abaq comme organisateur d’un complot. Sans vérifier l’accusation, Abaq fait mettre à mort son officier fidèle, se privant de ses derniers soutiens.
Nur ad-Din passe alors à l’attaque. Il met le siège devant Damas le 18 avril 1154 et la milice lui ouvre les portes de la ville le 25 avril, avant que Baudouin III n’ait pu intervenir. Abaq capitule et livre la citadelle, et Nur ad-Din lui confie un fief à Homs.
Peu après, Abaq utilise ses connaissances pour tenter de reprendre le pouvoir à Damas, et Nur ad-Din préfère lui retirer Homs et lui donner un domaine à Balis, au bord de l’Euphrate, mais Mujir ad-Din Abaq préfère se réfugier à Bagdad.

### Sources
- René Grousset, Histoire des croisades et du royaume franc de Jérusalem - II. 1131-1187 L'équilibre, Paris, Perrin, 1935 (réimpr. 2006), 1013 p.
- Amin Maalouf, Les Croisades vues par les Arabes, J’ai lu, 1983 (ISBN 978-2-290-11916-7).
- Foundation for Medieval Genealogy